# Без вас

Ілюстрація Олександра Грехова

«Без вас» — послання президента України Володимира Зеленського, оприлюднене ним 11 вересня 2022 року у соціальних мережах під час повномасштабного російського вторгнення до України.

## Передісторія
24 лютого 2022 року, на 9-му році російсько-української війни, Росія розпочала повномасштабне вторгнення на територію України. Протягом перших днів вторгнення Росія просунулася на значну відстань вглиб території України на багатьох напрямках, однак незабаром Збройні сили України вибили росіян з півночі країни та перейшли у контрнаступ на інших напрямках.
На 200-й день повномасштабного вторгнення та на 6-й день Слобожанського контрнаступу ЗСУ, що тривав з 6 до 12 вересня, росіяни завдали удару по Харківській ТЕЦ-5 і частково знеструмили кілька областей. Виступ «Без вас» став відповіддю на цей удар.

## Текст промови
Нижче наведено витяг із заключної частини промови.
Ви досі думаєте, що ми «один народ»?
Ви досі думаєте, що зможете нас налякати, зламати, схилити до поступок?
Ви справді так нічого й не зрозуміли? Не зрозуміли, хто ми? За що ми? Про що ми?
Читайте по губах: Без газу чи без вас? — Без вас.
Без світла чи без вас? — Без вас.
Без води чи без вас? — Без вас.
Без їжі чи без вас? — Без вас.
Холод, голод, темрява й спрага — для нас не так страшно й смертельно, як ваші «дружба й братерство». Але історія все розставить по місцях.

І ми будемо з газом, світлом, водою та їжею… і без вас!

## Сприйняття
Виступ «Без вас» став одним із символів рішучості українського спротиву російській окупації[джерело не вказане 1065 днів]. Одразу після публікації серед українців розпочався онлайн-флешмоб: публікації дописів із гештегом #БезВас.
Аналітик Атлантичної ради США Пітер Дікенсон порівняв риторику Зеленського у цьому виступі із риторикою Вінстона Черчилля, а аналітик сайту Обозреватель Сергій Звиглянич провів аналогії з тезами Україна — не Росія Леоніда Кучми та Геть від Москви! Миколи Хвильового.
17 листопада 2022 року вислів «Без вас» використала амбасадорка Великої Британії в Україні Мелінда Сіммонс, коли після чергової атаки Київ було знеструмлено. На опублікованій нею світлині є гілочка бавовни — ще один символ цієї війни.
Фраза «Без вас» також стали вживати журналісти у матеріалах із порадами, як успішно пережити зиму в умовах частих відключень електрики та перебоїв з іншими муніципальними послугами. Принцип «Без вас» був медійно застосований до виходу Росії із зернової угоди, а «найкращим втіленням» принципу назвали життя у визволеному Херсоні.
Окремо взяту фразу «без вас» та довший уривок із промови використовують у виготовленні мерчендайзингової продукції.
Прессекретар Володимира Путіна Дмитро Пєсков заявив, що атаки на критичну інфраструктуру України покликані змусити українську владу сісти за стіл переговорів.
23 листопада 2022 року, після масованого ракетного удару по енергетичній інфраструктурі України, знеструмленою виявилася значна частина Молдови. Відключення електрики спонукало молдован долучитися до флешмобу «Без вас».